# Königseer Rinne
Die Rinne, zur Unterscheidung von der nahgelegenen Remdaer Rinne auch Königseer Rinne genannt, ist ein 18 km langer Nebenfluss der Schwarza im Landkreis Saalfeld-Rudolstadt im Thüringer Schiefergebirge.

## Verlauf
Sie entspringt am nördlichen Ortsrand von Herschdorf im Ilm-Kreis und fließt zunächst in nördlicher Richtung weiter nach Garsitz. Anschließend folgt Königsee in ihrem Verlauf noch die Ortschaft Rottenbach, wo sie den 12 km langen Rottenbach aufnimmt. Sie mündet in Bad Blankenburg links in die Schwarza.

## Überwundene Umweltbelastung
Zu DDR-Zeiten war die Rinne biologisch tot. Außer den Gemeinden an der Rinne war der Hauptverschmutzer die damalige Werkzeugfabrik Königsee (vorm. Stock & Co), welche die Abwässer der Härterei und der Beizanlagen ungenügend neutralisiert einleitete. Die Verschmutzung war so stark, dass man in Watzdorf verrostete Werkzeuge und andere Teile zum Reinigen in die Rinne eintauchte und nach zwei bis drei Tagen blank wieder herausholte.
Heute hat sich die Rinne soweit regeneriert, dass sich Kleingetier und Fische in ihr wohlfühlen.